# Rathbunaster californicus
Genre
Espèce
Rathbunaster californicus est une espèce d'étoiles de mer de la famille des Asteriidae, la seule représentante du genre Rathbunaster.

## Description et caractéristiques
C'est une grande étoile régulière munie de 12 à 20 bras longs, souples et robustes ; elle peut mesurer jusqu'à une quarantaine de centimètres de diamètre. Sa face aborale est de couleur grisâtre à orange vif en passant par diverses teintes de rose, et apparaît rugueuse et granulée; L'épiderme est en fait couvert de gros pédicellaires.

## Habitat et répartition
On trouve cette étoile dans le Pacifique Nord-est, notamment sur la côte ouest des États-Unis. 
On la trouve en grande profondeur, entre 100 et 768 m de fond.

## Écologie et comportement
Cette étoile a des habitudes omnivores opportuniste (oursins spatangoïdes, animaux benthiques plus lents qu'elles, etc.). Cependant, elle est aussi capable d'adopter un comportement de prédation active sur des animaux plus rapides, nageant en pleine eau : elle lève ses bras couverts de puissants pédicellaires en forme de grosses mâchoires, qui saisissent l'épiderme de petits animaux (krill, crevettes, amphipodes, cnidaires, petits poissons...) et permettent à l'étoile de les piéger, puis de les attirer vers la bouche pour les dévorer.
L'espèce est parasitée par le mollusque Asterophila rathbunasteri.